# 河滩瘦吻脂鲤
河滩瘦吻脂鲤，為輻鰭魚綱脂鯉目脂鯉亞目脂鯉科瘦吻脂鯉屬的其中一個種。